# Gaius Helen Mohiam
Gaius Helen Mohiam è un personaggio della Saga di Dune creato da Frank Herbert. È la Reverenda Madre della sorellanza Bene Gesserit e compare per la prima volta nel romanzo Dune e nel suo seguito Messia di Dune. Ha un ruolo maggiore nel prequel Il preludio a Dune (trilogia scritta da Brian Herbert e Kevin J. Anderson).
Nel romanzo Dune viene così descritta, vista attraverso gli occhi del barone Vladimir Harkonnen:
Come Reverenda Madre della sorellanza Bene Gesserit il suo ruolo è di vegliare affinché il complesso processo di selezione biologica, in atto da più di 90 generazioni, si svolga secondo le regole decise dall'organizzazione onde portare alla creazione dello Kwisatz Haderach, un maschio Bene Gesserit i cui poteri saranno in grado di varcare i limiti dello spazio e del tempo.
In realtà subì uno smacco cocente. Sotto il nome fittizio di Tanidia Nerus, Mohiam aveva infatti generato Lady Jessica accoppiandosi con il Barone Vladimir Harkonnen. L'aveva in seguito addestrata come propria pupilla affinché, sposando il duca Leto Atreides, mettesse al mondo una femmina che si sarebbe a sua volta unita al nipote del Barone, Feyd-Rautha. Da questa unione con grande probabilità sarebbe nato finalmente lo Kwisatz Haderach. Ma Jessica disobbedì, generando a Leto un figlio maschio, Paul Atreides e mettendo in forse il piano secolare.
Vi era la possibilità che proprio Paul potesse essere lo Kwisatz Haderach, una generazione prima del previsto. All'inizio di Dune la Reverenda Madre mette alla prova il ragazzo mediante il Gom Jabbar, un'ordalia che solo gli eletti riescono a superare, e nonostante Paul resista a questa prova più di qualsiasi altro ella continua a dubitare sul fatto che egli possa essere il tanto atteso predestinato. Ma pur dimostrando di essere l'eletto Paul seguirà una strada molto distante da quella che le Bene Gesserit pensavano di fargli percorrere.
Inoltre Jessica ha generato Alia, che le Bene Gesserit considerano un abominio avendo subito l'agonia della spezia ancora prima di nascere quando sua madre aveva bevuto l'essenza di spezia ed avendo così assorbito nella sua mente i ricordi e la sapienza di tutte le Reverende Madri dei secoli passati. Tutto ciò viene narrato in Dune, primo libro della saga.
La Reverenda Madre Gaius Helen Mohiam pensa però che fosse ancora possibile salvare la linea genetica degli Atreides facendo accoppiare Paul con la legittima moglie, la principessa Irulan, anch'essa una delle Bene Gesserit, figlia del deposto imperatore Shaddam IV, sposata da Paul solo per ragioni politiche, ma con la quale egli non vuole avere rapporti, considerando sua vera sposa Chani con cui aveva instaurato un rapporto dai lontani anni dell'esilio tra i Fremen.
Di fronte alla cocciutaggine di Paul la Reverenda Madre aderisce ad un complotto contro la casa Atreides cui partecipano, oltre alle Bene Gesserit, le altre organizzazioni universali: la Gilda, detentrice del monopolio dei viaggi spaziali, e i Tleilaxu detentori di tecnologie bio-genetiche uniche. Questo la porterà alla morte per mano di Stilgar, nonostante gli ordini di Paul.